# 別列傑利 (舊康斯坦丁諾夫區)
49°38′27″N 27°20′34″E / 49.64083°N 27.34278°E
貝雷赫利（烏克蘭語：Берегелі）是位於烏克蘭西部的村莊，由赫梅利尼茨基州裡赫梅利尼茨基區的米羅柳布內市鎮負責管轄。該村始建於1620年，面積0.7平方公里，海拔高度290米，2001年人口115，人口密度每平方公里165.5人。